# Rhinotragus apicalis
Rhinotragus apicalis är en skalbaggsart som beskrevs av Guérin-Méneville 1844. Rhinotragus apicalis ingår i släktet Rhinotragus och familjen långhorningar.
Artens utbredningsområde är Paraguay. Inga underarter finns listade i Catalogue of Life.